# 大友貞宗
大友 貞宗（おおとも さだむね）は、鎌倉時代末期の武将。大友氏の6代当主。「貞」の字は鎌倉幕府の執権・北条貞時から賜ったものと思われる。

## 生涯
応長元年（1311年）、兄の貞親が死去したため、その後を継いで当主となる。幕府が派遣していた鎮西探題・北条英時に仕えて元弘3年/正慶2年（1333年）3月、後醍醐天皇の密命を受け攻め寄せた菊池武時を英時や少弐貞経らと共に敗死させた。その後も九州における討幕軍の追討に務めたが、同年5月に足利尊氏らによって京都の六波羅探題が攻略され、討幕軍優勢が九州にまで伝わると、貞宗は貞経や島津氏らと共に英時から離反してこれを攻め滅ぼした。その功績により豊後国の守護を与えられたが、同年12月3日に京都で急死した。死後、家督は子の氏泰が継いだ。
その突然の死には、英時の亡霊による祟りという噂もあった。
宗教上は、臨済宗の中巌円月に帰依した。

## その他
吉川英治の小説『私本太平記』では、尊氏の九州落ち～再上洛の場面で登場しているが、史実ではこの時貞宗は既に死去している。